# Ramus Pomifer

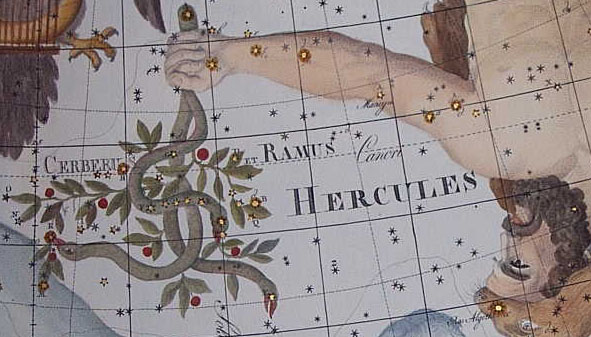
Representação da constelação

Ramus Pomifer (em latim: ramo de macieira) era uma constelação situada entre Hércules e Lira. Era representada na forma de três serpentes ao redor de um ramo segurado na mão esquerda de Hércules.